# Szőreg-Újtelep megállóhely
Szőreg-Újtelep megállóhely a 121-es Békéscsaba-Kétegyháza-Mezőhegyes-Újszeged-vasútvonal egykori megállóhelye, 1920-ig az ACseV Szőreg-Mezőhegyes-Kétegyháza (-Arad) vasútvonalának megállóhelye volt, Szőreg határában, Csongrád-Csanád vármegyében.
A megállóhely épülete a Szőreg-Kübekháza-Klárafalva közt húzódó 4302-es út (Kübekházi út) útátjárójánál, a műút déli oldalán, a vasútvonal keleti oldalán lévő 34. számú sorompóőrház volt, emiatt kezdetben 34. sz. őrház néven szerepelt a menetrendben (az 1943-as menetrend így említi), a Szőreg-Újtelep elnevezést később kapta. Egyvágányos nyílt vonali megállóhely volt, peronnal.
Létesítésének időpontjáról nincs fellelhető pontos adat, megszűnésének ideje az 1960-as évekre tehető, ezen belül is 1962-re (Újszőreg megállóhellyel egyidőben). Az őrház épülete a megállóhely megszűnése után még sorompókezelő helyként szolgált, majd a fénysorompók 1970-es évekbeli telepítése után és azóta is lakóépületként funkcionál.